# Admontia grandicornis
Admontia grandicornis là một loài ruồi trong họ Tachinidae.